# Список лунных кратеров, О
| Кратер      | Латинское название | Диаметр | Эпоним                                   | Год утверждения МАС |
| ----------- | ------------------ | ------- | ---------------------------------------- | ------------------- |
| О’Дей       | O'Day              | 70 км   | Маркус О’Дей (1897—1961)                 | 1970                |
| Оберт       | Oberth             | 50 км   | Герман Оберт (1894—1989)                 | 1997                |
| Обручев     | Obruchev           | 72 км   | Владимир Афанасьевич Обручев (1863—1956) | 1970                |
| Озу         | Auzout             | 32,9 км | Адриен Озу (1622—1691)                   | 1961                |
| Окен        | Oken               | 79 км   | Лоренц Окен (1779—1851)                  | 1935                |
| Олден       | Alden              | 111 км  | Гарольд Олден (1890—1964)                | 1970                |
| Олдрин      | Aldrin             | 2,80 км | Базз Олдрин (1930-)                      | 1970                |
| Оливье      | Olivier            | 78 км   | Чарльз Оливье (1884—1975)                | 1979                |
| Олтер       | Alter              | 65 км   | Динсмор Олтер (1888—1968)                | 1970                |
| Ольберс     | Olbers             | 73 км   | Генрих Ольберс (1758—1840)               | 1935                |
| Олькотт     | Olcott             | 80 км   | Уильям Олкотт (1873—1936)                | 1970                |
| Ом          | Ohm                | 62 км   | Георг Симон Ом (1789—1854)               | 1970                |
| Омар Хайям  | Omar Khayyam       | 69 км   | Омар Хайям (1048—1131)                   | 1970                |
| Онизука     | Onizuka            | 26,9 км | Эллисон Онидзука (1946—1986)             | 1988                |
| Опельт      | Opelt              | 48,7 км | Фридрих Вильгельм Опельт (1794—1863)     | 1935                |
| Опельт      | Opelt              | 48,7 км | Отто Мориц Опельт (1829—1912)            | 1935                |
| Оппенгеймер | Oppenheimer        | 201 км  | Роберт Оппенгеймер (1904—1967)           | 1970                |
| Оппольцер   | Oppolzer           | 40,9 км | Теодор Оппольцер (1841—1886)             | 1935                |
| Орем        | Oresme             | 82 км   | Николай Орезмский (ок. 1320—1382)        | 1970                |
| Орлов       | Orlov              | 73 км   | Александр Яковлевич Орлов (1880—1954)    | 1970                |
| Орлов       | Orlov              | 73 км   | Сергей Владимирович Орлов (1880—1958)    | 1970                |
| Оронций     | Orontius           | 121 км  | Оронций Финеус (1494—1555)               | 1935                |
| Осама       | Osama              | 0,42 км | Арабское мужское имя                     | 1976                |
| Осирис      | Osiris             | 0,96 км | Египетское мужское имя                   | 1976                |
| Осман       | Osman              | 1,79 км | Турецкое мужское имя                     | 1976                |
| Оствальд    | Ostwald            | 108 км  | Вильгельм Фридрих Оствальд (1853—1932)   | 1970                |